# 物部広足
物部 広足（もののべ の ひろたり、生没年不詳）は、奈良時代の防人。

## 経歴・人物
武蔵国荏原郡の人物。天平勝宝7歳（755年）2月、防人として筑紫に派遣された際、妻を思い詠んだ歌が『万葉集』に1首入集。

## 歌
- 我が門の 片山椿 まこと汝 我が手触れなな 土に落ちもかも[1]